# Xiaobu (köpinghuvudort i Kina, Jiangxi Sheng, lat 26,79, long 115,83)
Xiaobu är en köpinghuvudort i Kina. Den ligger i provinsen Jiangxi, i den sydöstra delen av landet, omkring 210 kilometer söder om provinshuvudstaden Nanchang. Antalet invånare är 15 020. Befolkningen består av 7 052 kvinnor och 7 968 män. Barn under 15 år utgör 22,0 %, vuxna 15-64 år 68 %, och äldre över 65 år 8,0 %.
Runt Xiaobu är det ganska tätbefolkat, med 166 invånare per kvadratkilometer. Närmaste större samhälle är Dagu, 7,3 km sydväst om Xiaobu. I omgivningarna runt Xiaobu växer huvudsakligen savannskog.
Genomsnittlig årsnederbörd är 2 107 millimeter. Den regnigaste månaden är juni, med i genomsnitt 314 mm nederbörd, och den torraste är oktober, med 22 mm nederbörd.